# Забже
За́бже (пол. Zabrze МФА: [ˈzabʐɛ]о файле сил. Zobrze), историч. — Гинденбург (нем. Hindenburg O.S.) — промышленный город в южной Польше, в Силезском воеводстве (с 1999 года), вблизи города Катовице. Западная часть Верхнесилезской агломерации, население которой составляет около 2 800 000 человек. Город на правах повята. Население Забже по состоянию на декабрь 2019 года составляет 172 360 человек, что меньше, чем в июне 2009 года, когда это количество составляло 188 122 человека. Забже располагается на Силезской возвышенности, стоит на реке Бытомка, притоке Одры. До 1999 года Забже относился к Катовицкому воеводству.

## История

### Ранняя история

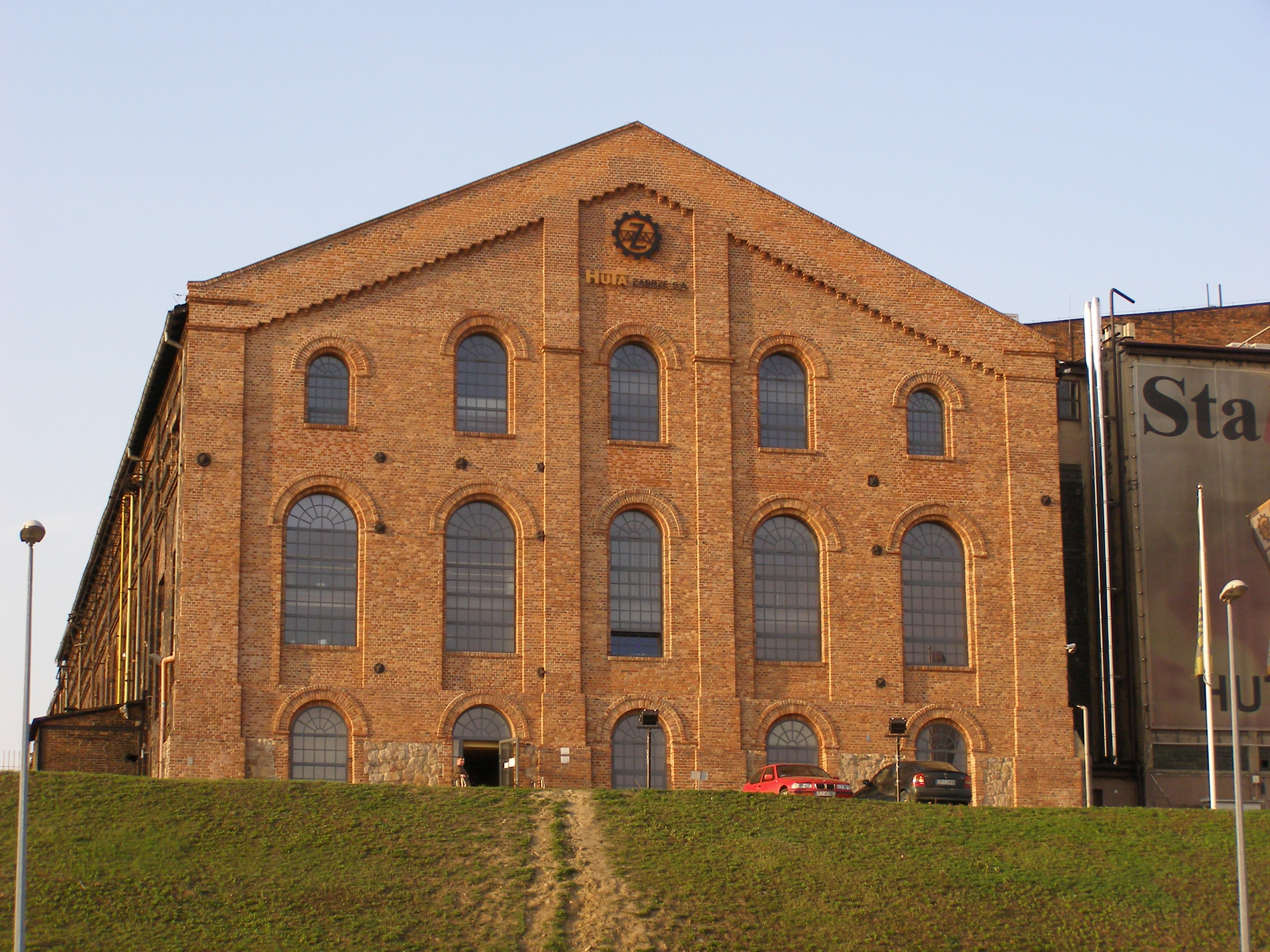
Историческое металлургическое здание в Забже

Бискупице (Бискупиц), ныне составляющий часть Забже, был впервые упомянут в 1243 году как Biscupici dicitur cirka Bitom. Забже (или Старый Забже) упоминался в 1295—1305 годах как Sadbre sive Cunczindorf. В позднем Средневековье местные силезские князья из династии Пястов приглашали на эту территорию немцев, что привело к увеличению числа немецких поселений на месте будущего Забже. Поселение входило в состав силезских княжеств раздробленной на то время Польши. Забже стал частью австрийской Габсбургской монархии в 1526 году, а позже был аннексирован королевством Пруссия во время Силезских войн. В 1774 году было основано поселение Доротендорф (нем. Dorotheendorf). После того, как в 1790 году в Забже заработала первая шахта, город стал важным центром горного дела. В XIX веке появились новые угольные шахты, сталелитейные заводы, фабрики и электростанция. Через Забже проходила дорога, соединяющая Гливице и Хожув, а также железная дорога, связывающая Ополе и Свентохловице.

### Начало XX века
В 1905 году была образована коммуна Забже путём объединения бывших коммун Альт-Забже, Кляйн-Забже и Доротендорф. Коммуна Забже была переименована в Гинденбург в 1915 году в честь генерал-фельдмаршала Пауля фон Гинденбурга. Изменение названия было одобрено императором Германии Вильгельмом II 21 февраля 1915 года. До того времени Забже был одним из немногих городов, чьё польское название сохранялось во время немецкого владычества.
В 1904 году в Забже было создано польское гимнастическое общество «Сокол», которое также было польской патриотической и выступающей за независимость Польши организацией. В результате давления со стороны прусских властей она была ликвидирована в 1911 году, но дважды возобновляла свою деятельность: в 1913 и 1918 годах. Её члены принимали активное участие в послевоенной кампании плебисцита и Силезских восстаниях.

### Межвоенный период

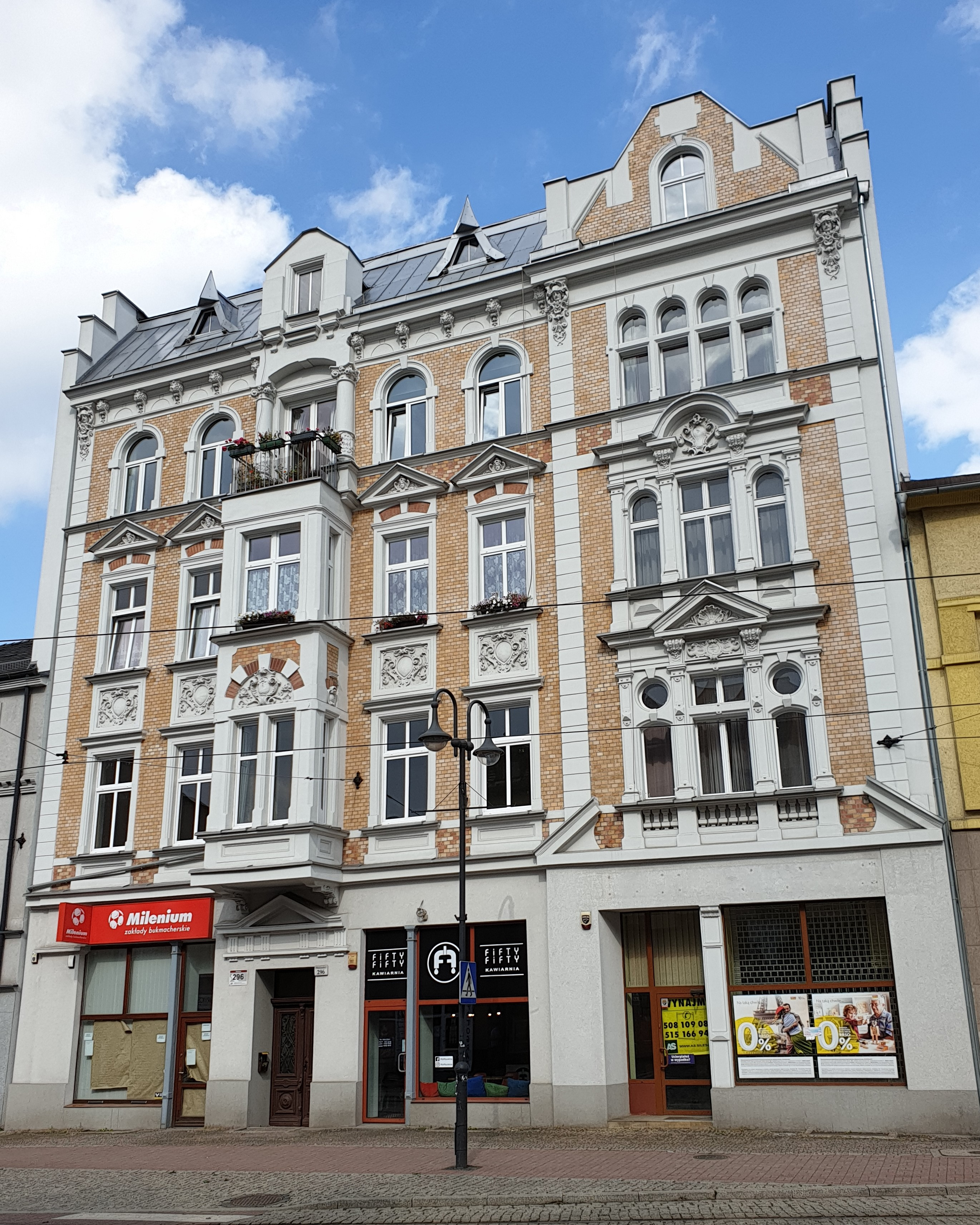
Типичная историческая архитектура на улице Вольности в Забже

В ходе плебисцита, проведённого после Первой мировой войны, 21 333 жителя (59 %) коммуны Гинденбург проголосовали за то, чтобы остаться в Германии, в то время как 14 873 (41 %) выступили за присоединение к Польше, которая только что восстановила свою независимость. В мае 1921 года вспыхнуло Третье силезское восстание, и Гинденбург был захвачен польскими повстанцами, которые удерживали его до конца восстания. Когда Верхняя Силезия была разделена между Польшей и Германией в 1921 году, коммуна Гинденбург осталась в Германии, получив свой городской устав в 1922 году. Всего через пять лет после получения городских прав Гинденбург стал крупнейшим городом в западной Верхней Силезии, находившейся под немецким управлением, и вторым по величине городом в немецкой Силезии после Вроцлава (тогдашнем Бреслау). Тем не менее, различные польские организации всё ещё действовали в городе в межвоенный период, включая местное отделение Союза поляков в Германии, польские библиотеки, спортивные клубы, кредитные кооперативы, хоры, скаутские отряды и любительский театр. В городе издавалась польская газета «Głos Ludu». В секретном отчёте германской Службы безопасности от 1934 года Забже был назван одним из главных центров польского движения в западной Верхней Силезии. Что касается религии, то большинство населения города придерживалась католической веры.
В 1920-е годы наибольшей поддержкой среди немецкого населения пользовались коммунисты, христианские демократы и националисты, а поляки поддерживали польские партии. В 1928 году среди крупнейших городов западной Верхней Силезии польские партии получили наибольшее количество голосов в Забже. На выборах в марте 1933 года первое место в Забже получила Национал-социалистическая немецкая рабочая партия, за которой следовали центристы и коммунисты. Нацистский политик Макс Филлуш стал главой города и оставался на этом посту до 1945 года.

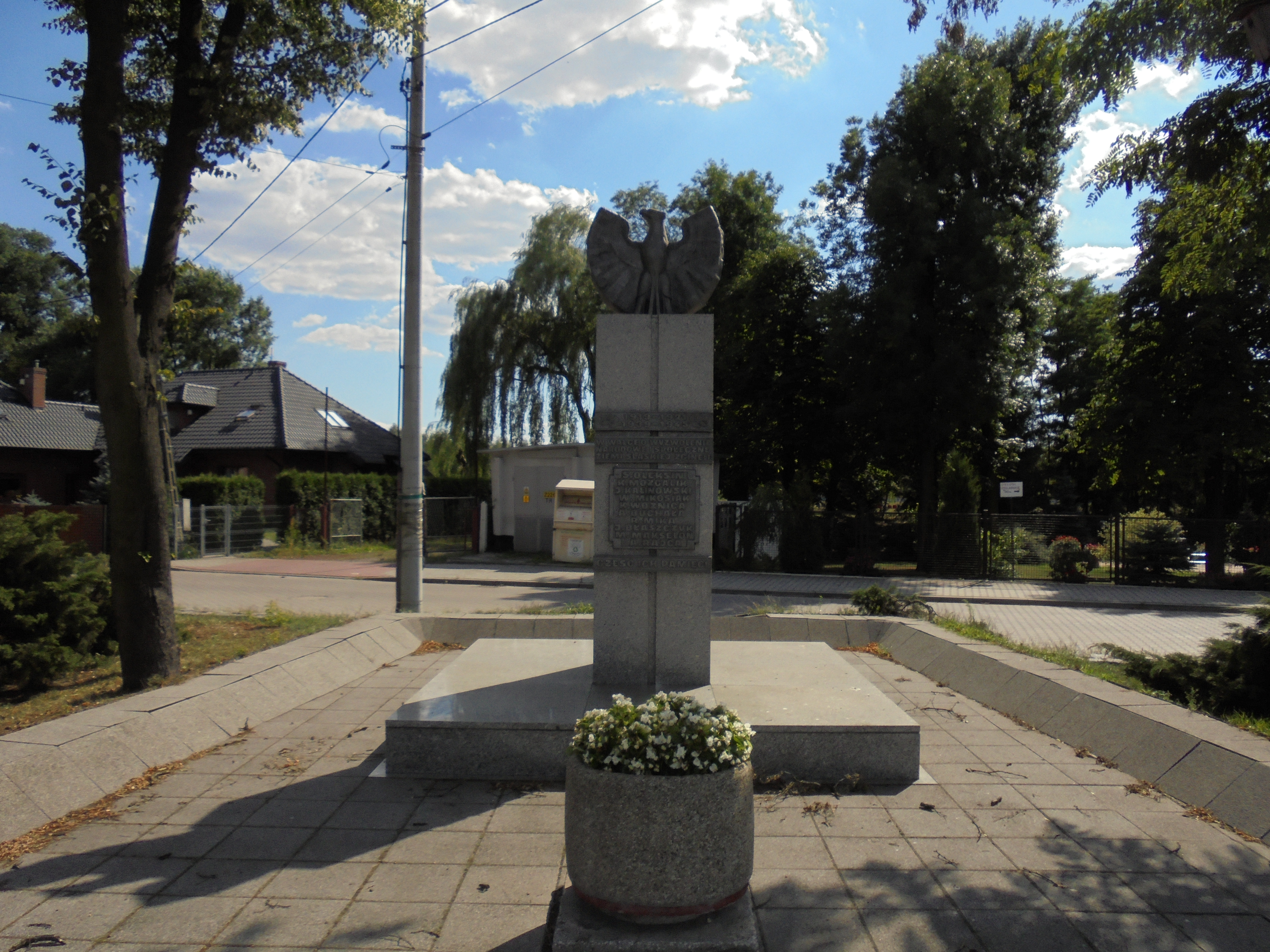
Памятник в честь павших в борьбе за освобождение Силезии во время Силезских восстаний и Второй мировой войны

В городе очень активно действовала антипольская организация «Союз Восточной Пруссии» (нем. Bund Deutscher Osten), занимавшаяся пропагандой, идеологической обработкой и шпионажем среди польской общины, а также доносами на поляков местным властям. Когда в 1936 году церковные службы во время Барбурки (традиционного праздника шахтёров) были организованы отдельно для поляков и немцев, польская служба всё ещё пользовалась большей посещаемостью, однако из-за нацистского гнёта и пропаганды посещаемость польских служб в 1930-е годы постепенно уменьшалась по данным «Союза Восточной Пруссии». С 1937 года польские активисты всё чаще подвергались преследованиям. По призыву к населению германизировать свои имена, польские надписи были удалены с надгробий. Некоторые польские священники были изгнаны из города, как до, так и во время Второй мировой войны. В результате немецких преследований еврейская община города сократилась с 1154 человек в 1933 году до 551 в 1939 году, а остальная её часть была депортирована в нацистские концентрационные лагеря в 1942 году. Городская синагога, существовавшая с 1872 года, была разрушена во время погромов Хрустальной ночи в ноябре 1938 года.

### Вторая мировая война

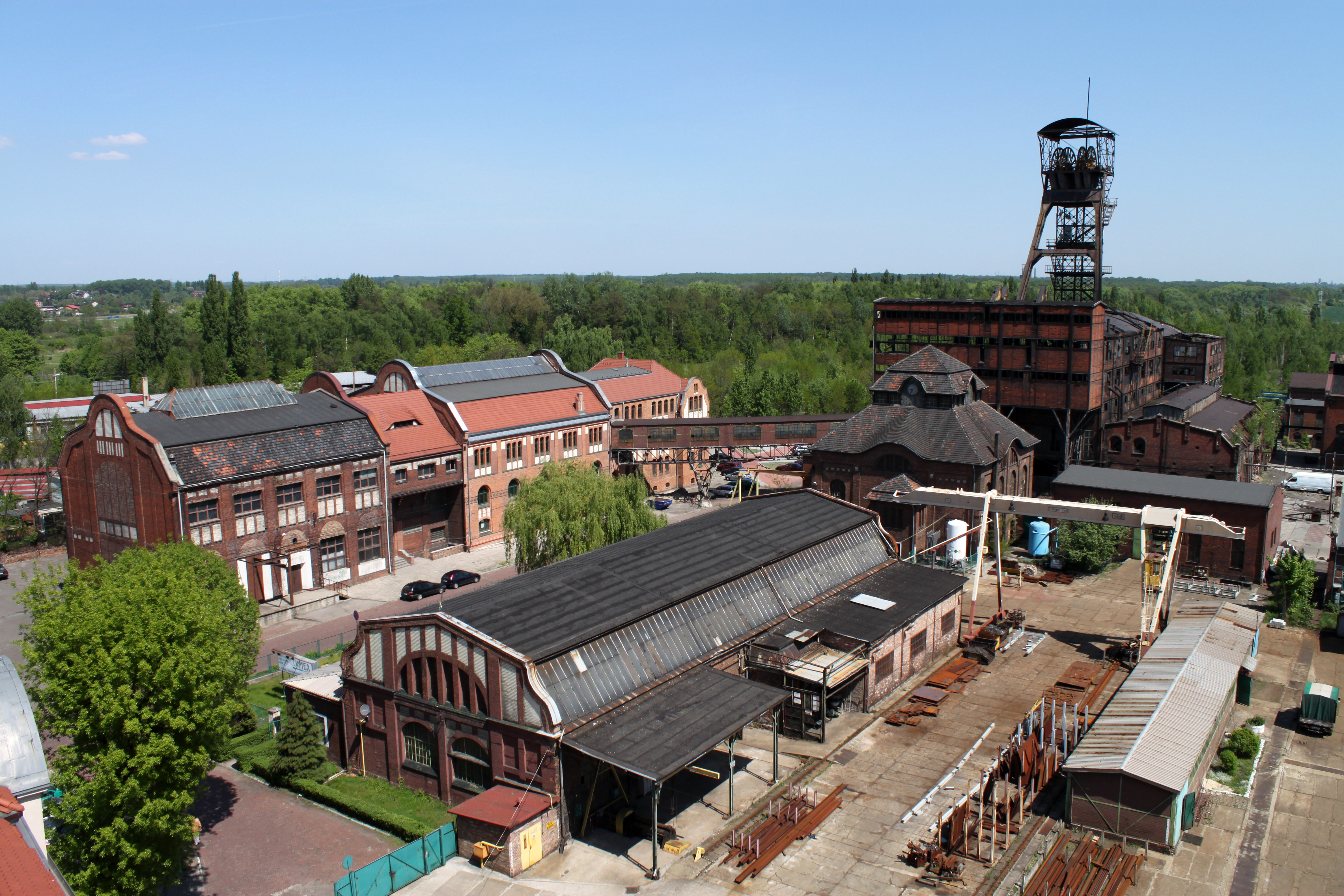
Угольная шахта Людвик, закрытая в 1978 году

Во время Второй мировой войны, в 1941 году, немецкая администрация реквизировала церковное имущество, в результате чего были изъяты польские символы и памятные вещи. Церковные колокола были конфискованы для военных целей в 1942 году. Немцы создали три рабочие части Шталага VIII-B/344, лагеря для военнопленных, и подлагерь Аушвица III Мановица в городе или его окрестностях.
В январе 1945 года советские войска заняли город, а затем депортировали некоторых жителей в СССР, в то время как некоторые из немецких жителей были высланы на запад.

### Современная история
После второй мировой войны в соответствии с Потсдамским соглашением город был передан Польше в 1945 году, а 19 мая того же года ему было возвращено историческое название Забже. Первым послевоенным мэром Забже стал Павел Дубель, довоенный польский активист и журналист в Верхней Силезии, узник нацистских концлагерей Дахау и Маутхаузен во время войны. К довоенным польским жителям региона, составлявшим большинство населения города в 1948 году, присоединились поляки, изгнанные из бывшей восточной Польши, аннексированной СССР.
В 1951 году границы города были значительно расширены путём включения в его состав в качестве новых районов Микульчице, Рокитницы, Гжибовице, Макошовы, Куньчице и Павлова. Новые кварталы появлялись и строились с 1950-х по 1990-е годы. В 1948 году был основан футбольный клуб «Гурник», который выиграл свой первый чемпионат Польши в 1957 году и вскоре стал гордостью города как одна из самых успешных футбольных команд Польши.
В Забже периодически проводятся съёмки польских фильмов и сериалов.

## Административное деление

Районы Забже

17 сентября 2012 года городской совет Забже принял решение о новом административном делении города. В результате Забже был разделён на 15 районов и 3 жилых микрорайона.
- 1. Хеленка
- 2. Гржибовице
- 3. Рокитница
- 4. Микульчице
- 5. Микрорайон молодого шахтёра
- 6. Микрорайон Николая Коперника
- 7. Бискупице
- 8. Мачеёв
- 9. Микрорайон Тадеуша Котарбинского
- 10. Забже-Центрум-Полноц
- 11. Центрум-Полудне
- 12. Гуидо
- 13. Заборзе-Полноц
- 14. Заборзе-Полудне
- 15. Павлов
- 16. Коньчице
- 17. Макошовы
- 18. Зандка

## Спорт

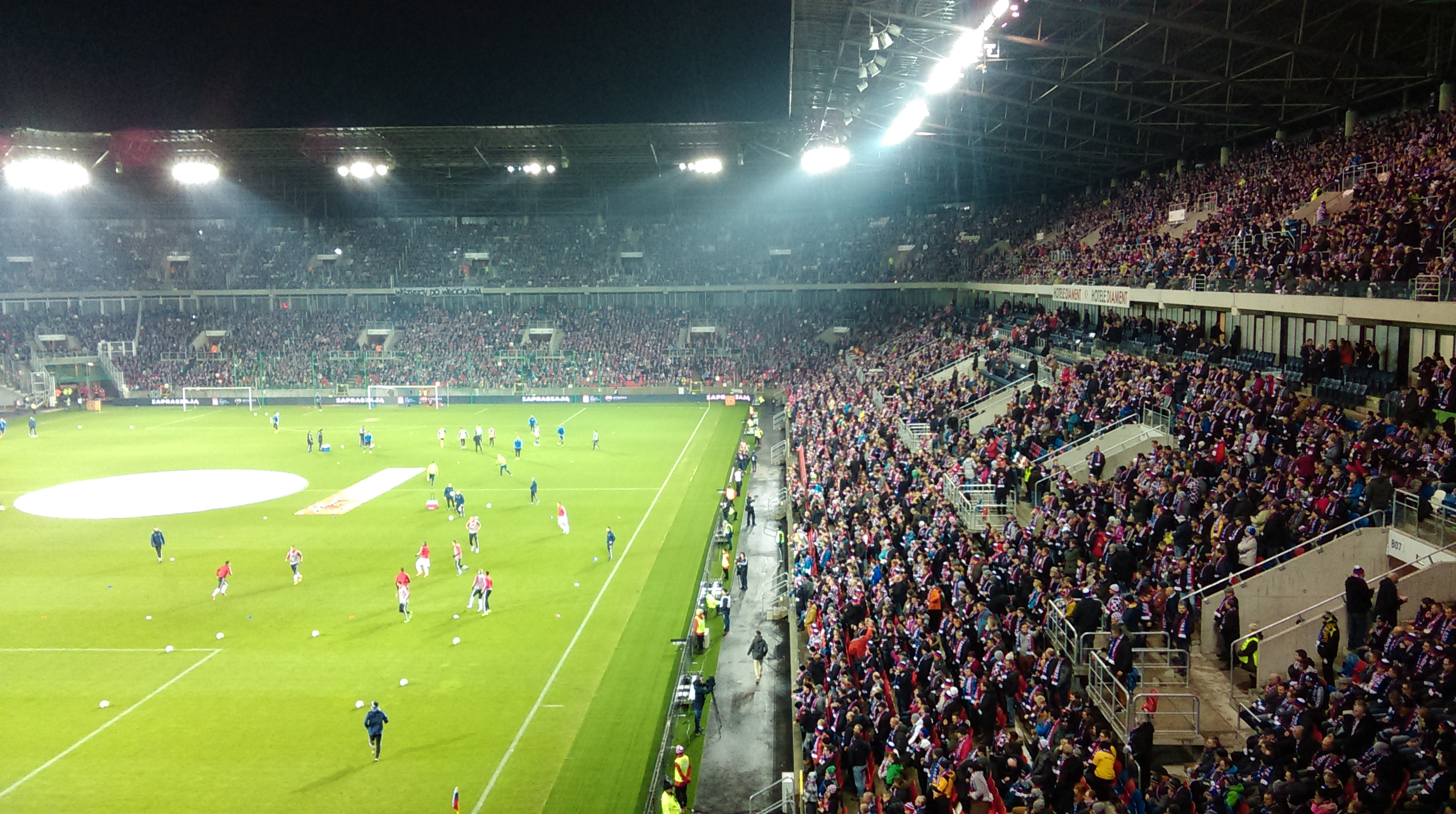
Стадион им. Эрнеста Поля, домашняя арена футбольного клуба «Гурник»

Самой известной спортивной командой города является футбольный «Гурник», один из самых титулованных польских футбольных клубов: 14-кратный чемпион Польши, 6-кратный обладатель Кубка Польши и финалист Кубка обладателей кубков УЕФА 1969/1970, остающийся единственной польской командой, вышедшей в финал крупного европейского футбольного соревнования. Другая популярная команда города — гандбольный «Гурник», двукратный чемпион Польши по гандболу среди мужчин и трёхкратный обладатель Кубка Польши. Обе команды соревнуются в национальных топ-лигах, Экстраклассе и Суперлиге соответственно.
Многие известные спортсмены родились в Забже, в том числе футболисты Лукаш Скорупский и Адам Бодзек, а также профессиональный хоккеист, выступавший в НХЛ, Войтек Вольский.

## Достопримечательности
- Шахта-музей Гвидо[24]
- Муниципальный ботанический сад (Забже)

## Города-побратимы
- Зангерхаузен, Германия (1983)[25]
- Захла, Ливан (8 октября 2007)[26]
- Лунд[вд], Швеция (октябрь 1990)[27][28]
- Роверето, Италия[29][30]
- Ровно, Украина (25 января 2001)[31][32]
- Ротерем, Великобритания (2007)[33]
- Секлен, Франция (26 сентября 1987)[34][28]
- Сённерборг, Дания[28]
- Трнава, Словакия (15 декабря 1995)[35][28]
- Эссен, Германия (11 сентября 2015)[36]

## Галерея

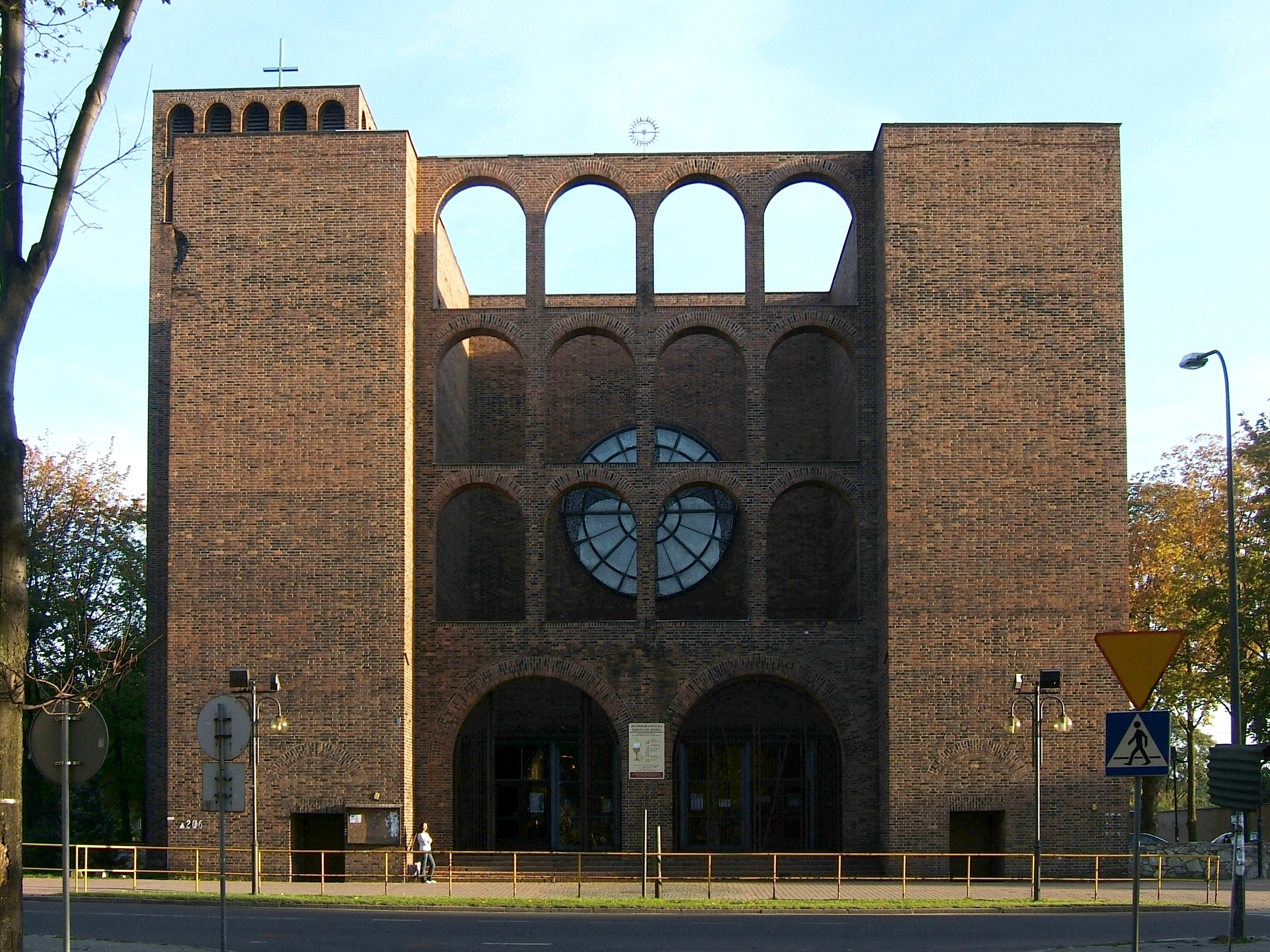
Церковь
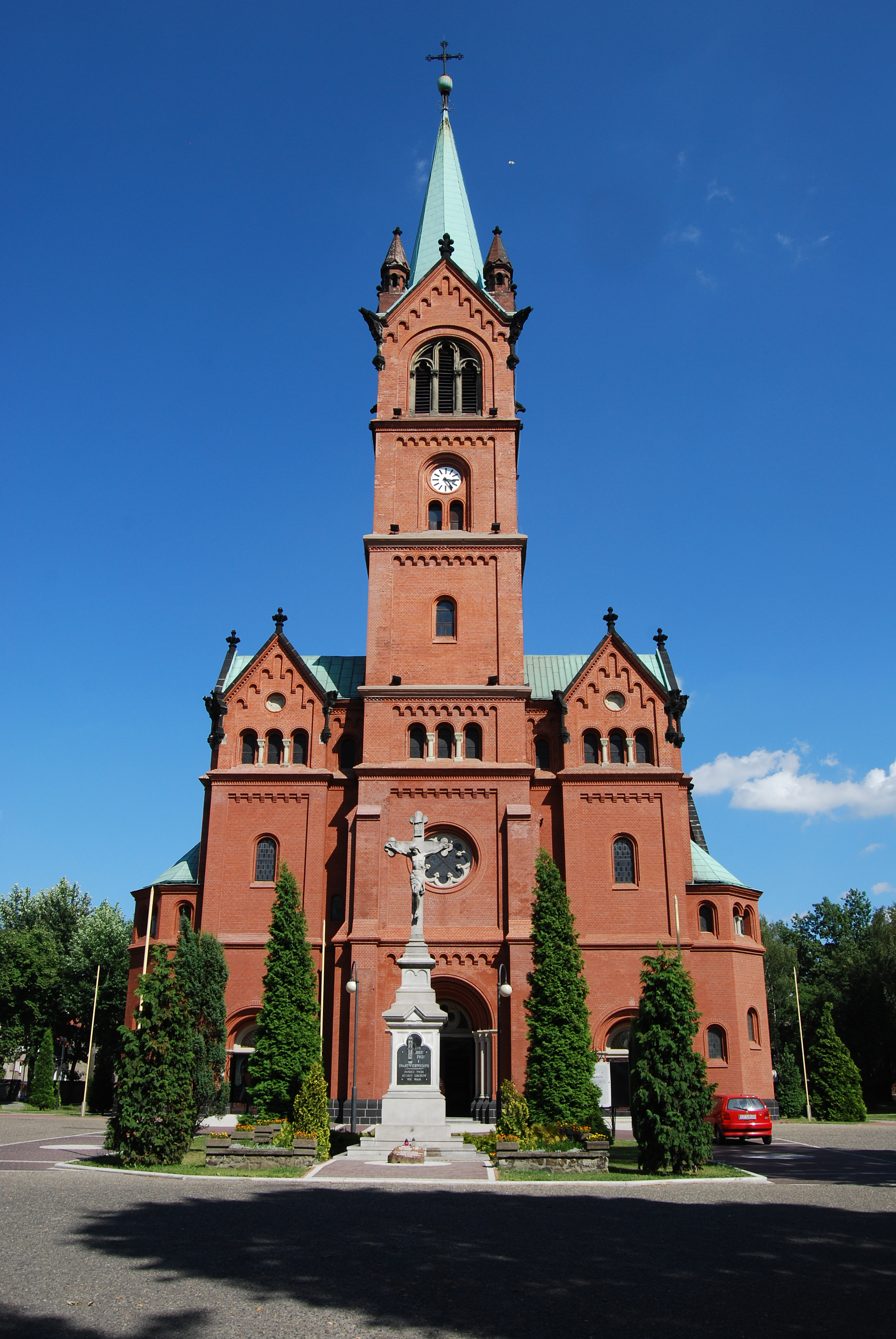
Церковь Св. Анна
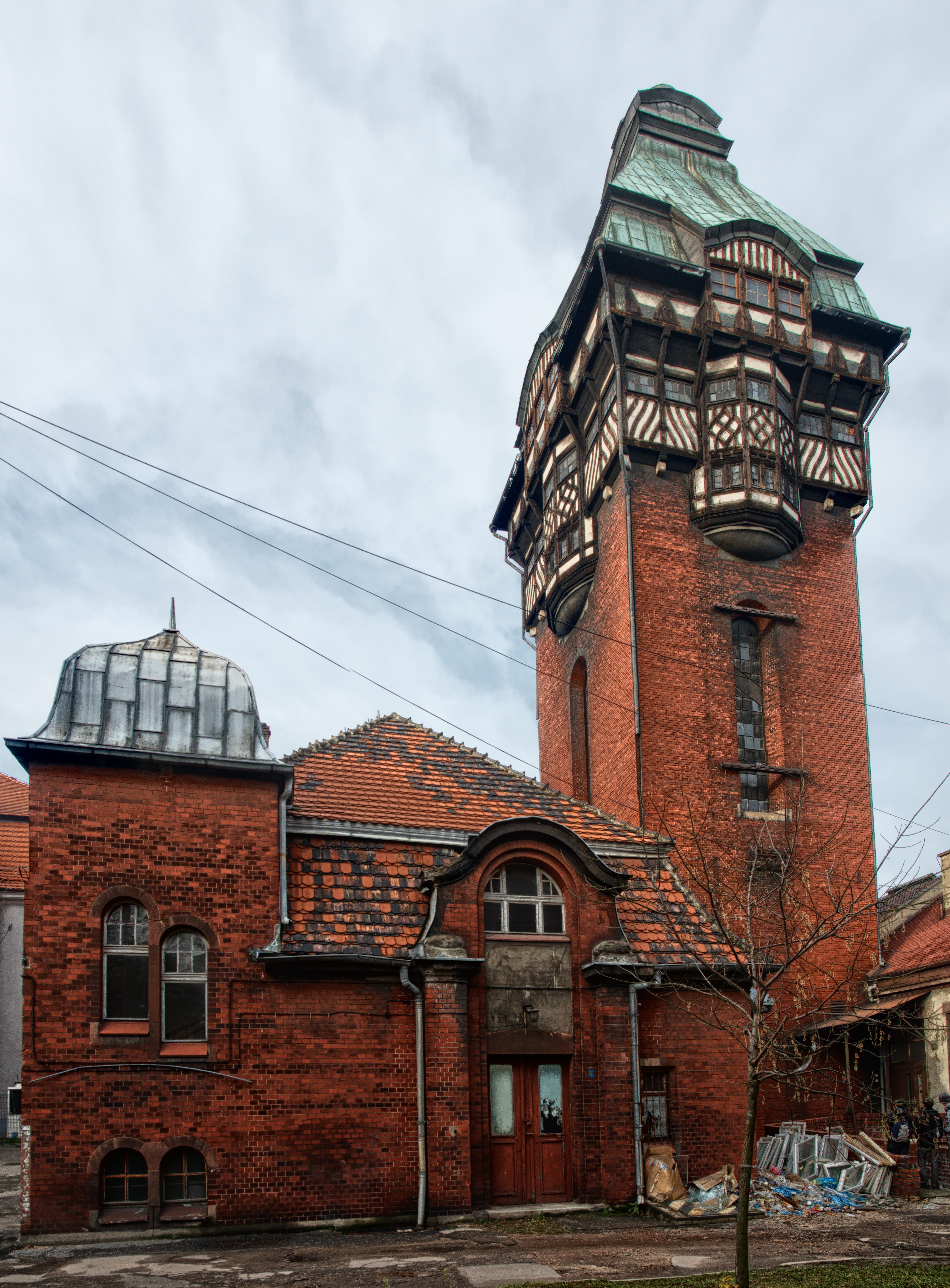
Водонапорная башня
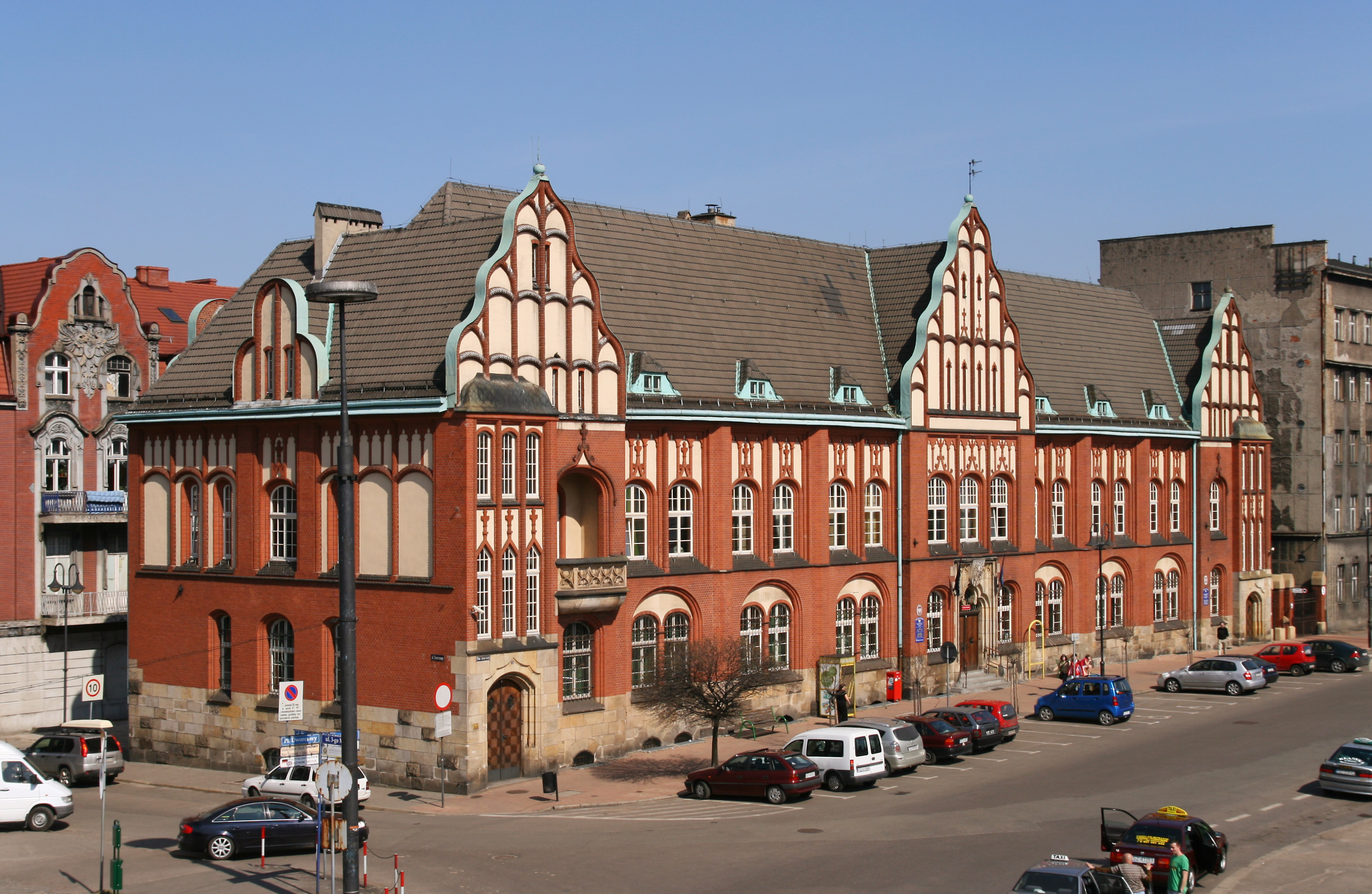
Почта
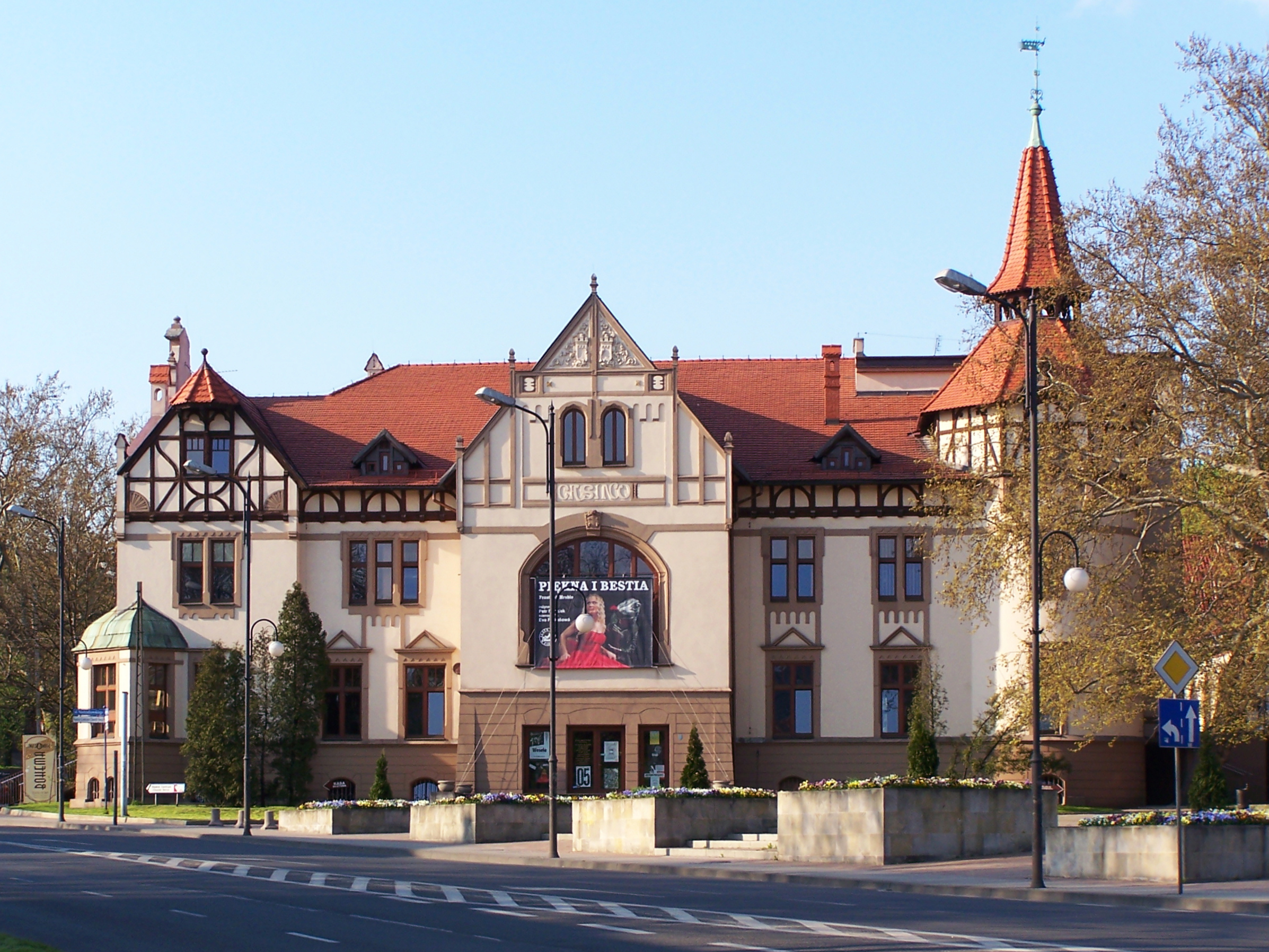
Новый театр
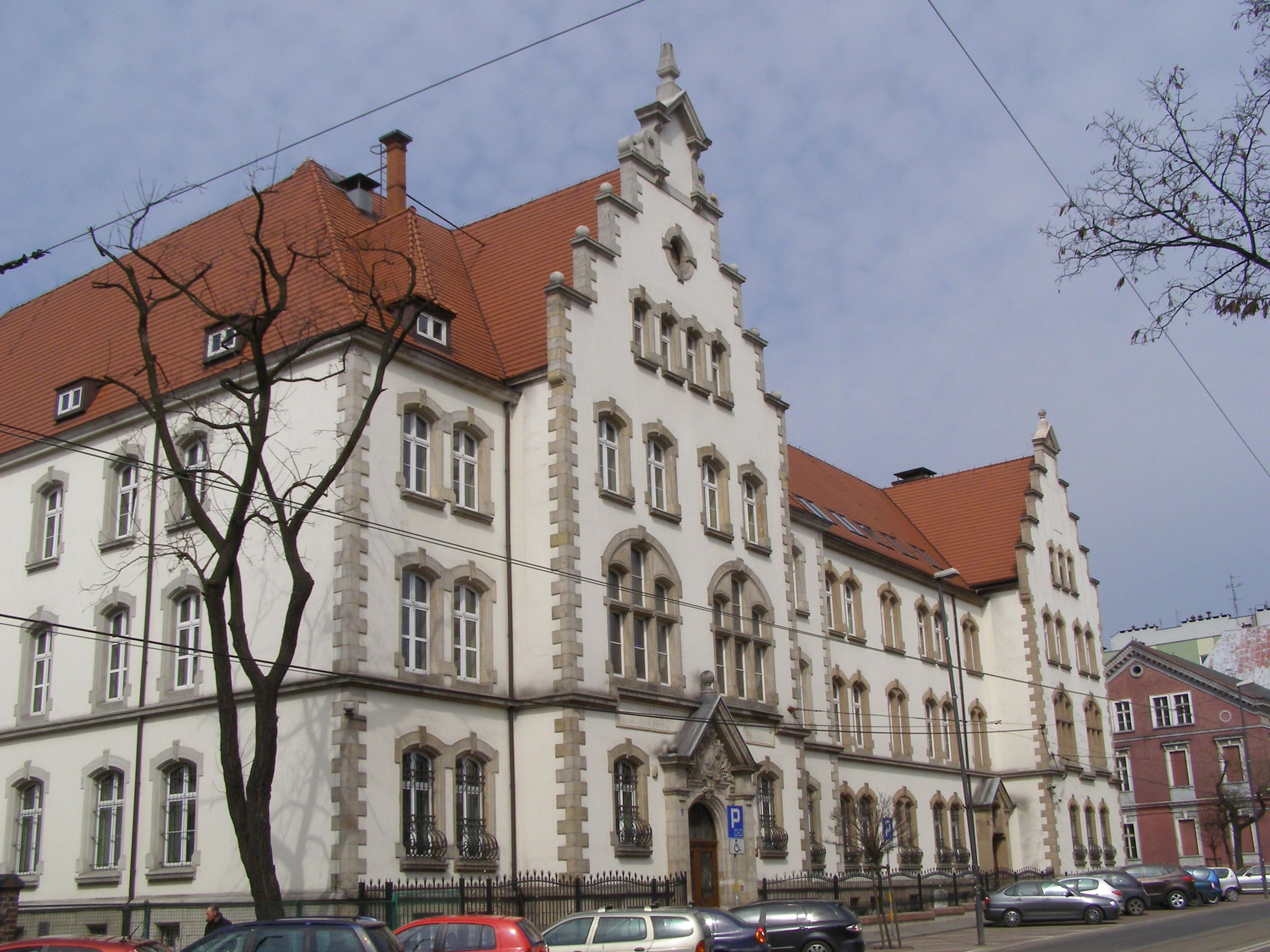
Старинное здание
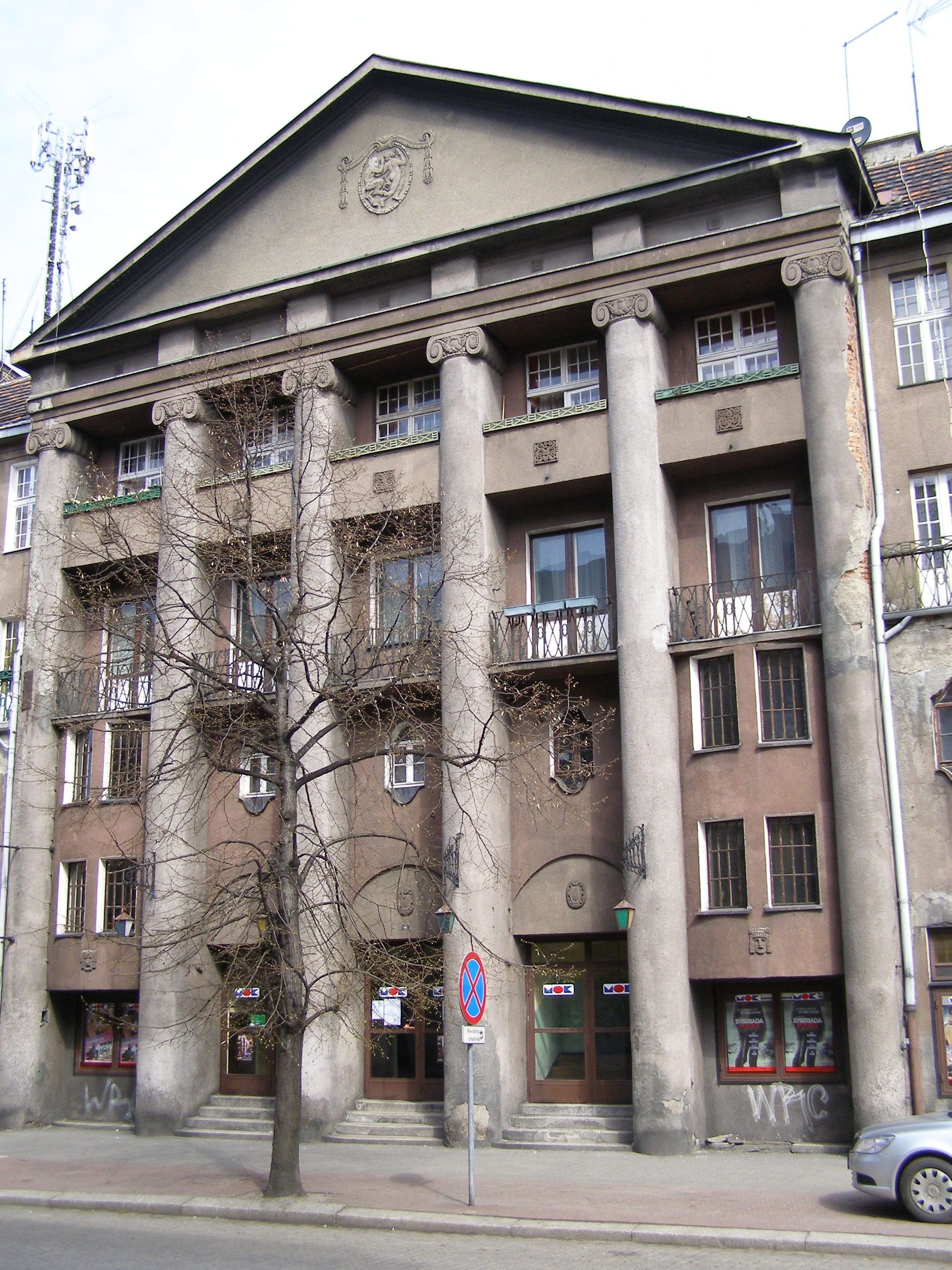
Кинотеатр Рим
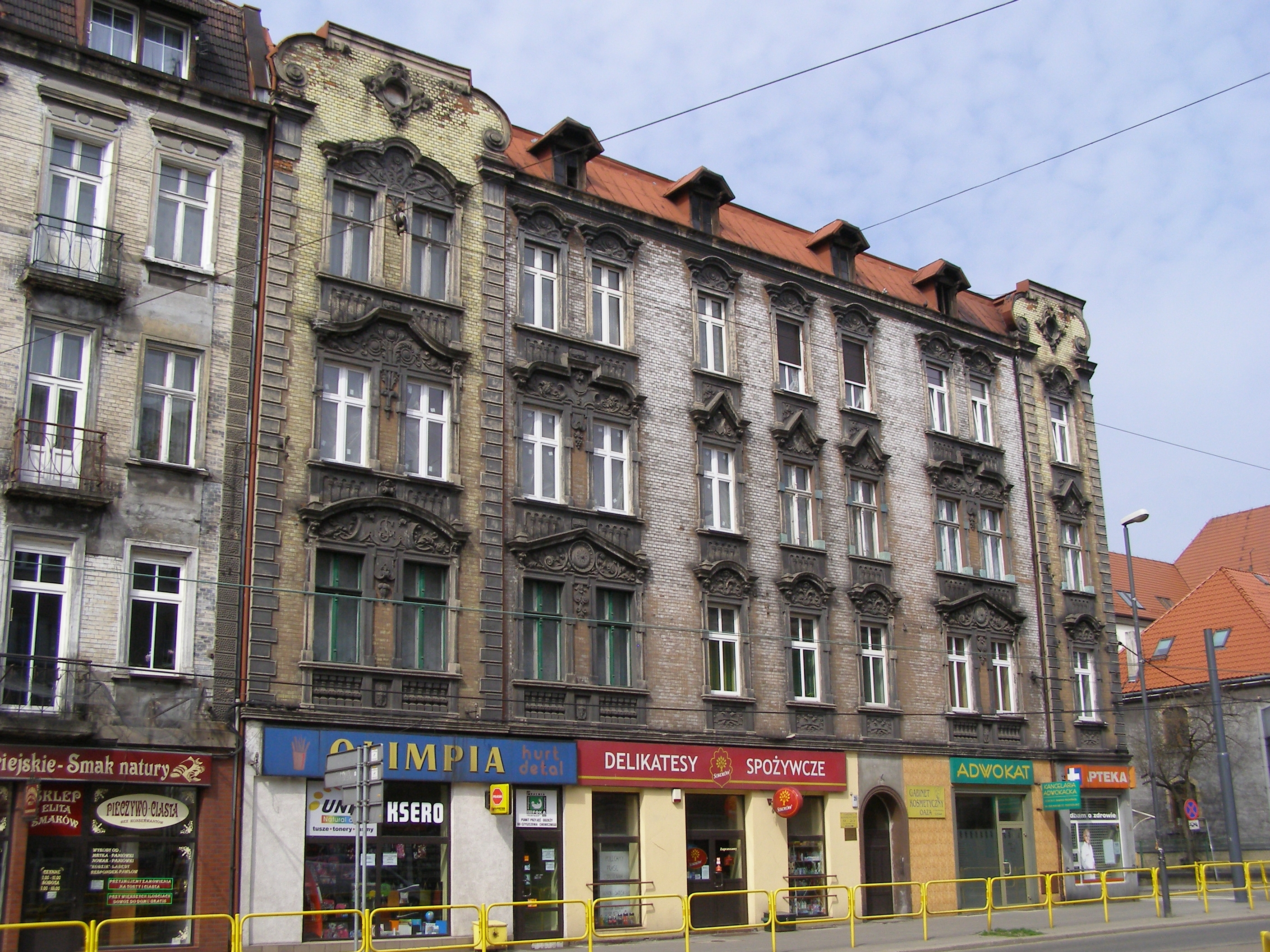
Старинное здание
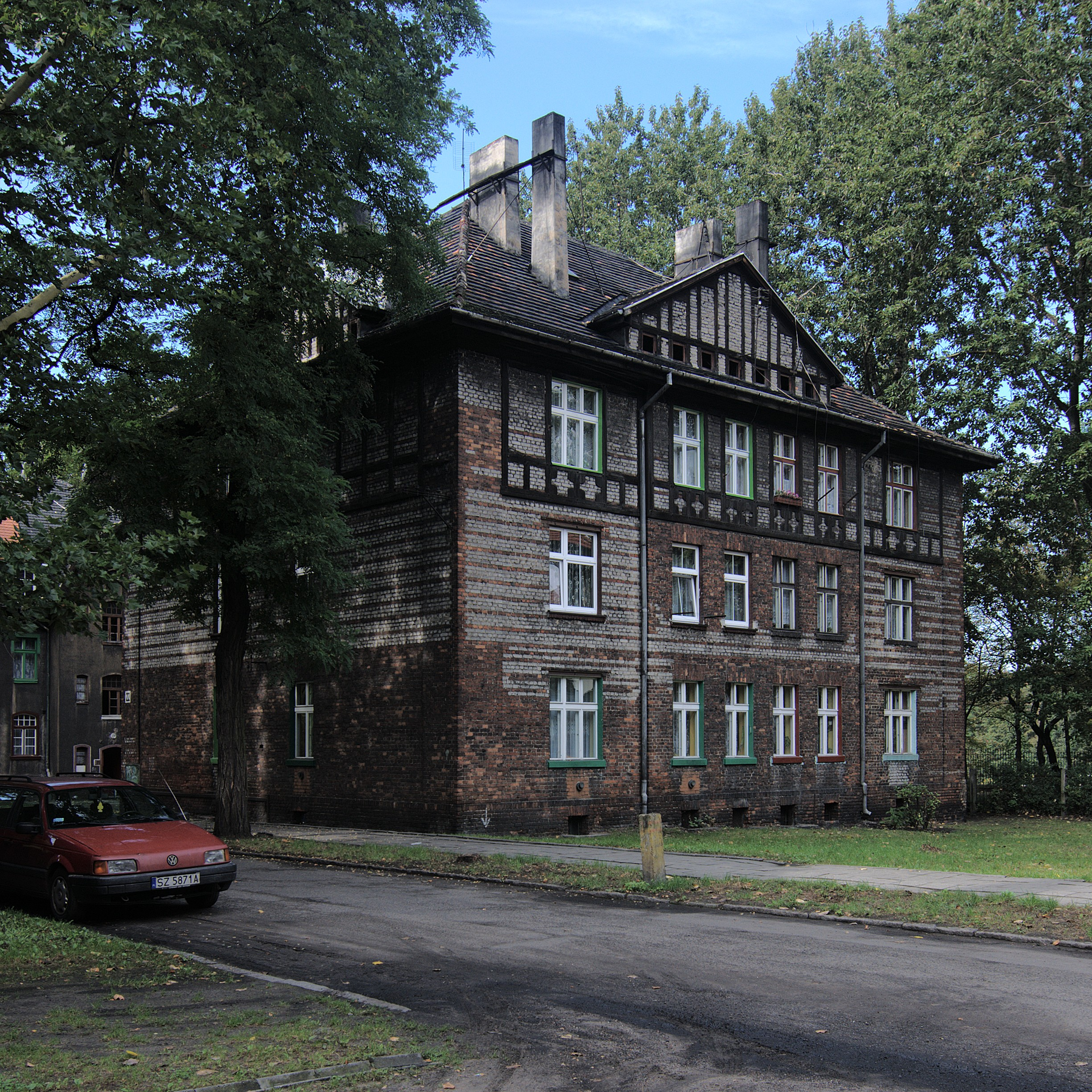
Старинный дом
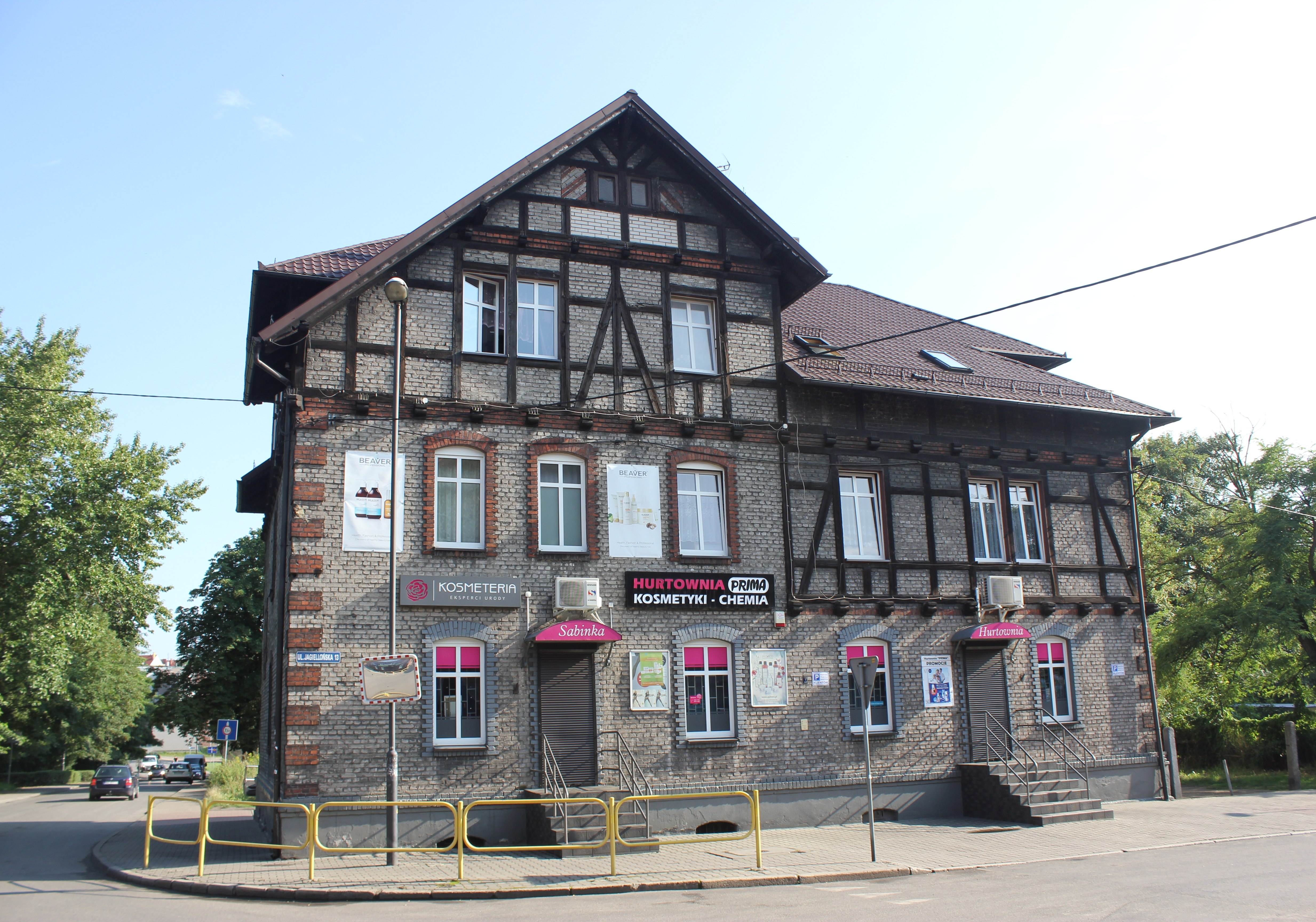
Старинный дом